# Max Wladimir von Beck

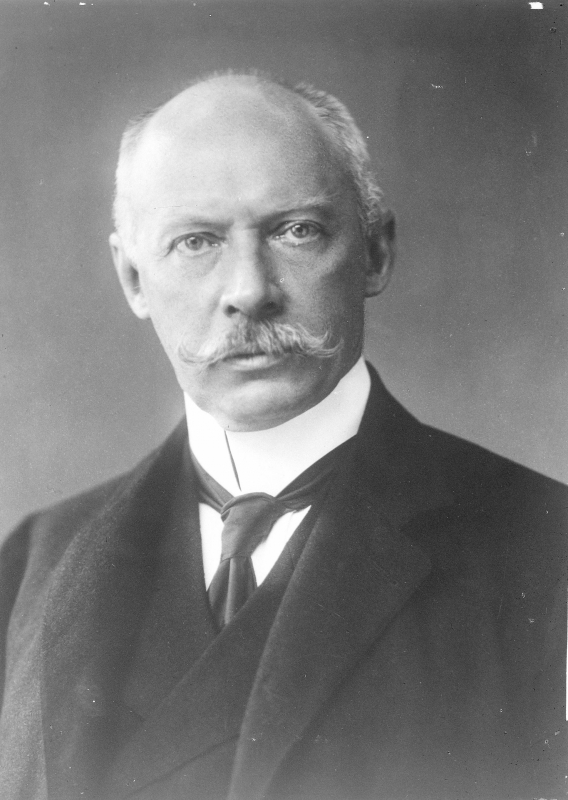
Max Wladimir von Beck

Baron Max Wladimir von Beck (Wenen, 6 september 1854 - Wenen, 20 januari 1943), was een Oostenrijks politicus.

## Biografie

### Vroege carrière
Von Beck was leraar en later raadgever van troonopvolger aartshertog Frans Ferdinand van Oostenrijk-Este. Hij trad in 1876 in Oostenrijkse staatsdienst. Van 1880 tot 1906 was hij hoofd van de administratieve sectie van het ministerie van Landbouw.

### Minister-President
Von Beck werd in juni 1906, te midden van een crisis tussen Duitse Oostenrijkers en Tsjechen over de afschaffing van de verplichte tweetaligheid voor ambtenaren in de Bohemen en Moravië, door keizer Frans Jozef I van Oostenrijk benoemd tot minister-president. Hij probeerde de conflicten tussen de Duitse Oostenrijkers en Tsjechen te sussen, maar slaagde daar - evenals zijn voor- en navolgers - niet in. Desondanks ging Von Beck de geschiedenis in als een van de meer hervormingsgezinde premiers van Cisleithanië (Oostenrijkse deel van de Donaumonarchie). Hij zette zich volledig in voor een oudedagsverzekering en de verbetering van het lot van de vrouwelijke arbeiders. Hij maakte daarnaast een begin aan de nationalisering van de kolenmijnen en de uitbreiding van de staatsinvloed op de spoorwegen.
Von Becks grootste hervorming betrof de invoering van het algemeen kiesrecht voor mannen in Cisleithanië (1907). Hij werd hierin gesteund door keizer Frans Jozef. De kiesrechthervorming diende de macht van de Duitse Oostenrijkers in de Rijksraad (Reichsrat) te verkleinen en die van de andere volkeren in Cisleithanië (met name de Tsjechen) te vergroten. Bij de eerstvolgende parlementsverkiezingen kregen de niet-Duitse Oostenrijkers een meerderheid in de Rijksraad. De grootste partij werd de Sozialdemokratische Arbeiterpartei Österreichs (Sociaaldemocratische Arbeiderspartij van Oostenrijk), gevolgd door de Christlich-Soziale Partei (Christelijk-Sociale Partij). Von Becks sociale hervormingsbeleid stuitte op fel verzet van de door de aristocratie gedomineerde conservatieve partijen. Zijn verstandhouding met de minister van Buitenlandse Zaken van de Donaumonarchie, Alois Graf Lexa von Aehrenthal (voorstander van de annexatie van Bosnië en Herzegovina, welke in 1908 ook plaatsvond), liet te wensen over.
In 1907 werd het economisch vergelijk met Hongarije (Transleithanië) verlengd.
De tweede periode van Von Becks ambtsperiode (1907-1908) werd overschaduwd door een conflict tussen de rooms-katholieke studenten en de staat en een verscherping in de verhoudingen tussen de Tsjechen en Duitse Oostenrijkers. In november 1908 boden de Tsjechische ministers in het kabinet hun ontslag in. Beck bood kort hierna ook zelf zijn ontslag aan bij de keizer. Het kabinet kwam hiermee ten val.
Na zijn premierschap nam Von Beck zitting in het Herenhuis (Oostenrijk) (Herrenhaus), het hogerhuis van het Oostenrijkse parlement. Tot 1934 was hij president van de Opperste Auditeurscommissie. Van 1919 tot 1938 was hij voorzitter van het Oostenrijkse Rode Kruis.
Von Beck overleed op 88-jarige leeftijd.